# Buthacus nigroaculeatus
Espèce
Synonymes
- Buthacus yotvatensis nigroaculeatus Levy, Amitai & Shulov, 1973

Buthacus nigroaculeatus est une espèce de scorpions de la famille des Buthidae.

## Distribution
Cette espèce se rencontre au Bahreïn, au Qatar, aux Émirats arabes unis, en Oman et en Arabie saoudite.

## Systématique et taxinomie
Cette espèce a été décrite sous le protonyme Buthacus yotvatensis nigroaculeatus par Levy, Amitai et Shulov en 1973. Elle est élevée au rang d'espèce par Lourenço en 2004.

## Publication originale
- Levy, Amitai & Shulov, 1973 : « New scorpions from Israel, Jordan and Arabia. » Zoological Journal of the Linnean Society, vol. 52, no 2, p. 113-140.